# Planodasyidae
Famille
Les Planodasyidae sont une famille de gastrotriches.

## Liste des genres
Selon World Register of Marine Species (21 juin 2025) :
- Crasiella Clausen, 1968
- Megadasys Schmidt, 1974
- Planodasys Rao, 1970

## Systématique
Cette famille a été décrite par Rao (d) & Clausenn en 1970.

## Publication originale
- (en) Rao et Clausen, « Planodasys marginalis gen. et sp. nov. and Planodasyidae fam. nov.(Gastrotricha Macrodasyoidea) », Sarsia, 1970, vol. 42, p. 73-82.